# NGC 1663
NGC 1663 is een open sterrenhoop in het sterrenbeeld Orion. Het hemelobject werd op 10 februari 1784 ontdekt door de Duits-Britse astronoom William Herschel.

## Synoniemen
- OCL 461